# 张树才
张树才（1914年—1969年），男，湖北黄冈人，中华人民共和国军事人物，中国人民解放军少将，曾任湖北省军区政治委员。